# Тумлейма

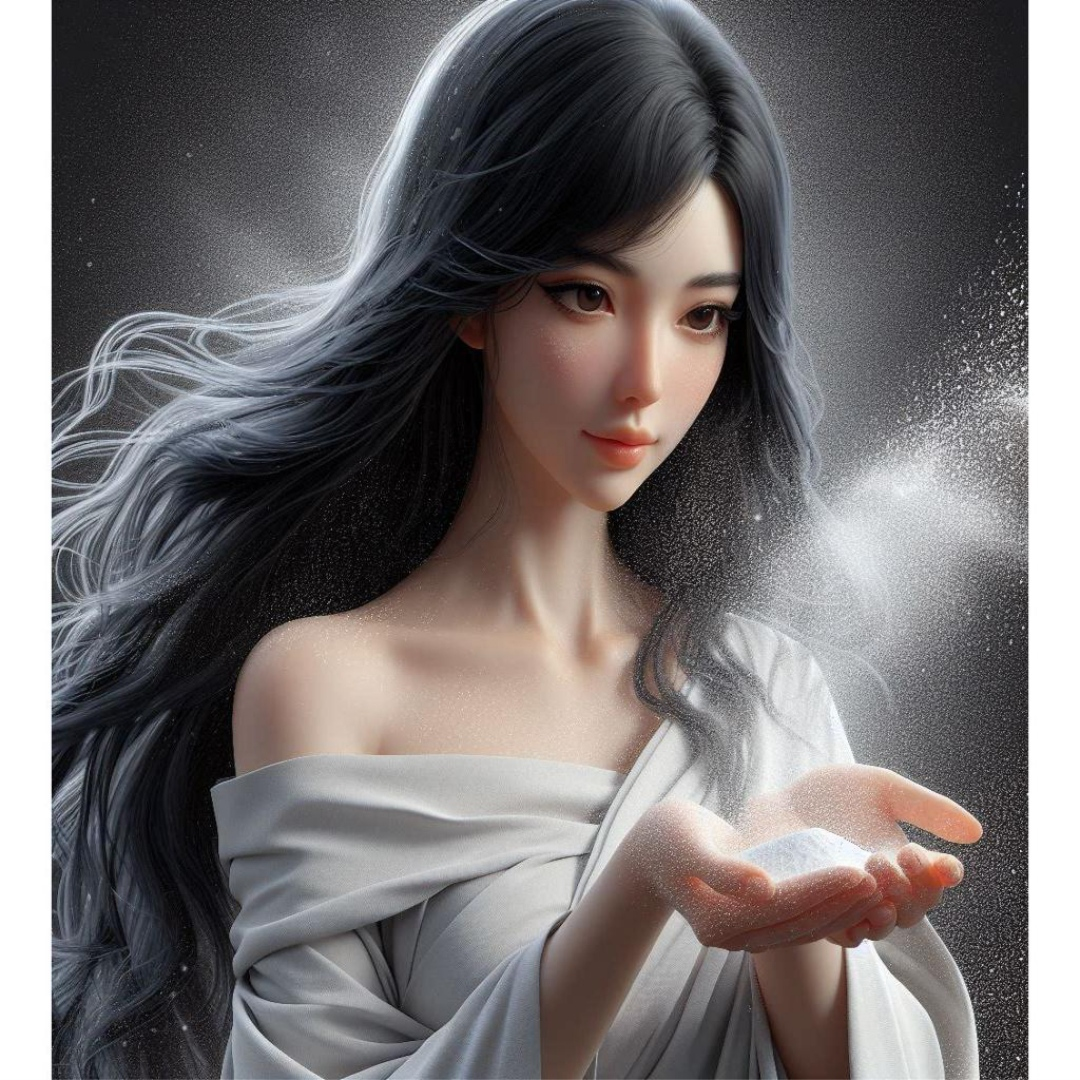
Тумлейма

Ноїну Тумлейма або Тумхонг Лайрембі — богиня солі та ропи у міфології та релігії Мейтей Стародавнього Маніпуру (античний Канглейпак). Вона є сестрою (або подругою) богинь Фуоібі (Фулейма), Нгалейми та Ерейми (Ірейми). Люди моляться їй, щоб солі вистачило. Сіль є важливою частиною раціону людини.
Вона є дружиною Пахангби, королівського божества.

## Ім'я
Жіноче ім'я мейтей «Тумлейма» (tʰum.lə́i.mə) складається з двох слів. Це слова «Тум» та «Лейма». Мовою мейтей «Thum» (tʰum) означає сіль, зазвичай звичайну. У мейтей «Лейма» (lə́i.mə) означає королева, коханка або дама.

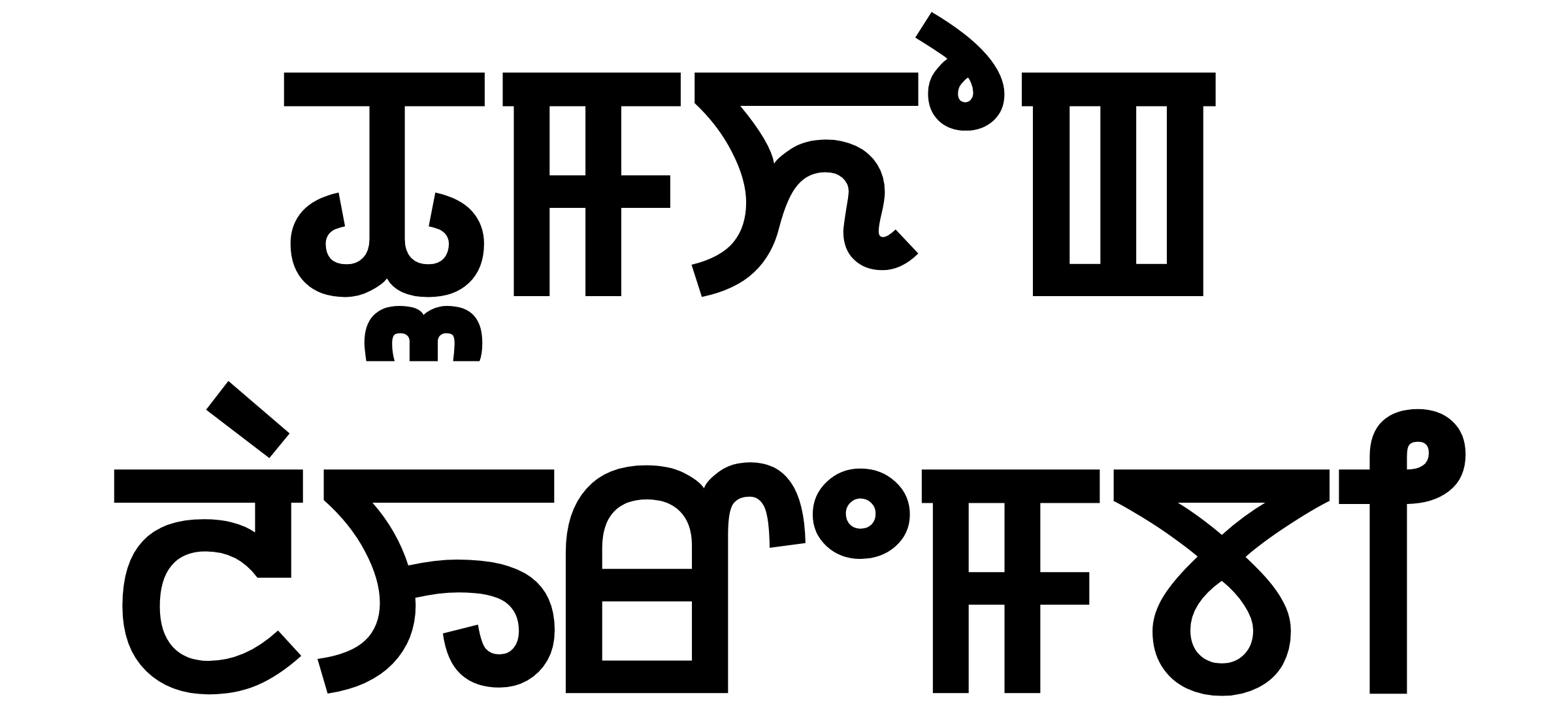
«Тумхонг Лайрембі», інше ім'я богині Тумлейм, написане на середньовічному Мейтей

Інше ім'я богині Тумлейми — «Тумхонг Лайрембі». Слово мейтей «Тумкхонг» (tʰum.kʰoŋ) складається з двох складових слів: «Тум» (tʰum) і «Хонг» (kʰoŋ). «Тум» означає сіль. «Хонг» (kʰoŋ) означає шахта (солі або металевих руд). Отже, «Тумкхонг» (tʰum.kʰoŋ) означає соляну канаву або соляну ропу, соляну шахту чи соляну криницю. Інше слово мейтей «Лайрембі» складається з трьох складових слів: «Лай», «-рем» і «бі». «Лай» означає «Бог», «-рем» або «-лем» означає «відмінно». «Бі» або «пі» — це суфікс для позначення жіночого роду. Отже, «Лайрембі» означає богиня.

## Асоціація з іншими богами

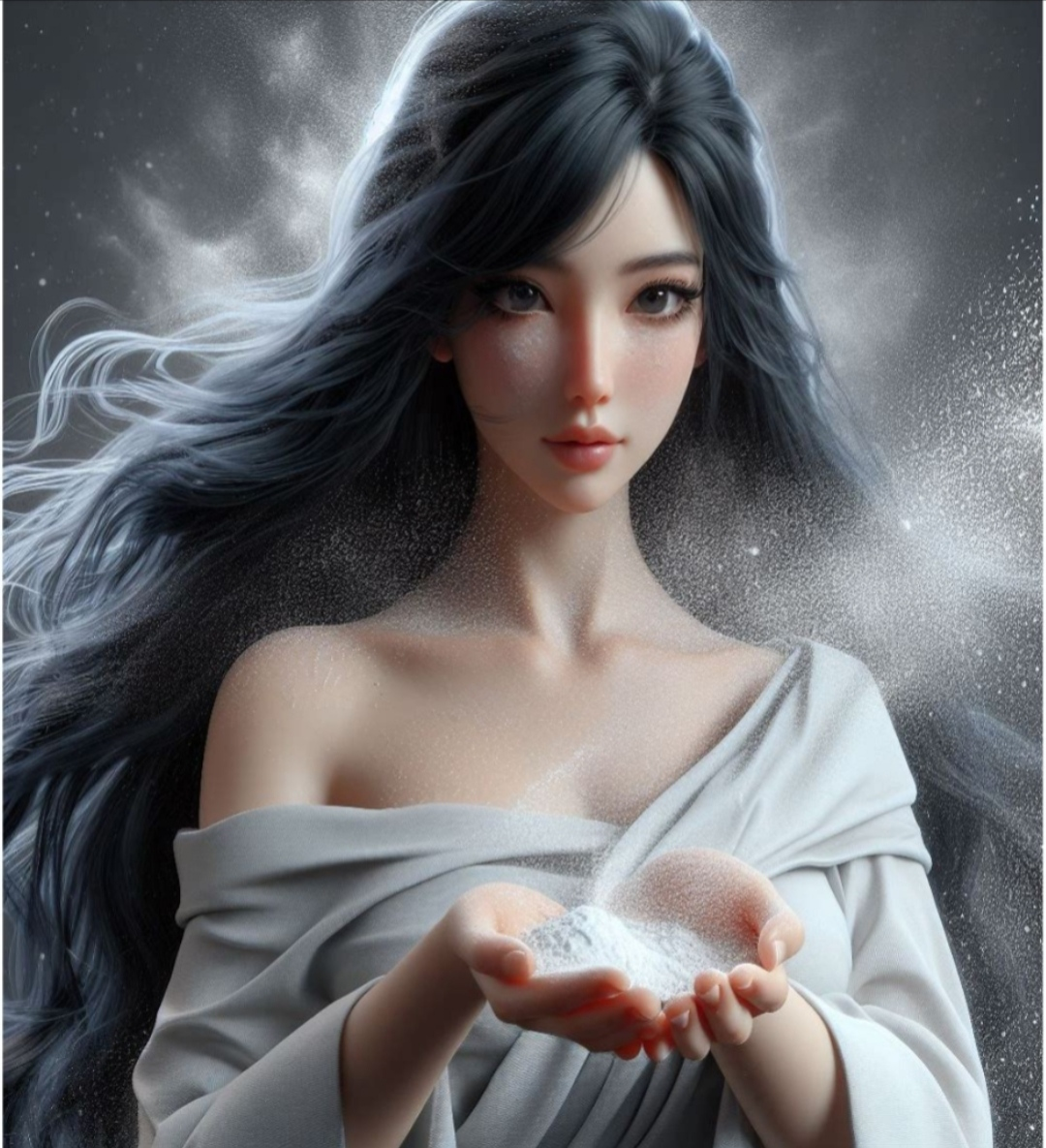
Тумлейма

Богиня Тумлейма є одним із божественних проявів Леймарел (Леймалель). Леймалель — верховна богиня-матір-земля. Кажуть, що Леймалель стає Тумлеймою, коли знаходиться в соляній шахті. Тумлейма також вважається одним із божественних втілень богині Імоїну.

## У масовій культурі
- «Фу-ойбі, богиня рису» — це опера-балада 2009 року. Її виконав ансамбль «Laihui Ensemble». Заснована на історії богині та її сестри Фуойбі.[12][13]
- Фуйобі Шайон — міфологічний фільм Маніпурі 2017 року, заснований на історії богині та її сестри Фуойбі.[14][15][16]

## Інші веб-сайти
- Нойну Тумлейма_англійське Вікіджерело
- Thumleima_archive.org